# Hipismo nos Jogos Olímpicos de Verão de 2020 - Adestramento individual
A competição do adestramento individual do hipismo nos Jogos Olímpicos de Verão de 2020 foi realizada entre 24 e 28 de julho de 2021 no Parque Equestre Baji Koen, em Tóquio. Como todos os outros eventos equestres, a competição de adestramento é aberta para ginetes de ambos os gêneros, totalizando 60 participantes de 30 Comitês Olímpicos Nacionais (CON).

## Qualificação
Cada CON poderia inscrever até três ginetes no adestramento individual. As vagas foram alocadas ao CON, que seleciona os competidores. Havia 60 vagas disponíveis, distribuídas da seguinte forma:
- Membros das equipes (45 vagas): cada um dos 15 CONs qualificados no evento por equipes inscreveu seus três membros no evento individual;
- Ranking (15 vagas): Os dois primeiros ginetes, sendo um por CON e excluindo os CONs com equipes qualificadas, em cada uma das sete regiões geográficas receberam uma vaga, com uma vaga final baseada no ranking independentemente da região geográfica. A desistência da Noruega resultou na realocação de uma das vagas para o ranking mundial.

## Formato
O formato mudou drasticamente em relação aos Jogos anteriores. A competição caiu de três para duas rodadas; além disso, o avanço agora é determinado pela primeira posição no grupo, e não pela posição geral (embora hajam vagas disponíveis para perdedores sortudos). As duas rodadas são o Grand Prix e o Grand Prix Freestyle.
- Grand Prix: todos os 60 ginetes competem. Eles são divididos em 6 grupos de 10, competindo entre dois duas. Os dois melhores em cada grupo, junto com os seis melhores no geral, avançam para o Grand Prix Freestyle; o Grand Prix também serve como fase de qualificação para o evento por equipes.
- Grand Prix Freestyle: os 18 classificados competem e os melhores colocados recebem as medalhas (as pontuações da fase anterior não são consideradas).

## Calendário
Horário local (UTC+9)
| Data                | Hora  | Fase                 |
| ------------------- | ----- | -------------------- |
| 24 de julho de 2021 | 17:00 | Grand Prix Dia 1     |
| 25 de julho de 2021 | 17:00 | Grand Prix Dia 2     |
| 28 de julho de 2021 | 17:30 | Grand Prix Freestyle |

## Medalhistas
| Ouro   | GER Jessica von Bredow-Werndl com Dalera |
| Prata  | GER Isabell Werth com Bella Rose         |
| Bronze | GBR Charlotte Dujardin com Gio           |

## Resultados

### Grand Prix
Os dois primeiros de cada grupo e os seis ginetes com as próximas melhores pontuações (um desempate em várias etapas seria usado, inclusive por sorteio se necessário) se classificaram para a final (Grand Prix Freestyle).
| Pos. | Grupo | Ginete                    | CON                      | Cavalo                         | Total GP | Notas |
| ---- | ----- | ------------------------- | ------------------------ | ------------------------------ | -------- | ----- |
| 1    | C     | Jessica von Bredow-Werndl | GER Alemanha             | TSF Dalera                     | 84.379   | Q     |
| 2    | F     | Isabell Werth             | GER Alemanha             | Bella Rose 2                   | 82.500   | Q     |
| 3    | B     | Cathrine Dufour           | DEN Dinamarca            | Bohemian                       | 81.056   | Q     |
| 4    | F     | Charlotte Dujardin        | GBR Grã-Bretanha         | Gio                            | 80.963   | Q     |
| 5    | E     | Dorothee Schneider        | GER Alemanha             | Showtime FRH                   | 78.820   | Q     |
| 6    | B     | Edward Gal                | NED Países Baixos        | Total Us                       | 78.649   | Q     |
| 7    | C     | Sabine Schut-Kery         | USA Estados Unidos       | Sanceo                         | 78.416   | Q     |
| 8    | A     | Charlotte Fry             | GBR Grã-Bretanha         | Everdale                       | 77.096   | Q     |
| 9    | C     | Hans Peter Minderhoud     | NED Países Baixos        | Dream Boy                      | 76.817   | q     |
| 10   | D     | Carina Cassøe Krüth       | DEN Dinamarca            | Heiline's Danciera             | 76.677   | Q     |
| 11   | F     | Steffen Peters            | USA Estados Unidos       | Suppenkasper                   | 76.196   | q     |
| 12   | A     | Therese Nilshagen         | SWE Suécia               | Dante Weltino Old              | 75.140   | Q     |
| 13   | C     | Carl Hester               | GBR Grã-Bretanha         | En Vogue                       | 75.124   | q     |
| 14   | D     | Adrienne Lyle             | USA Estados Unidos       | Salvino                        | 74.876   | WD    |
| 15   | E     | Juliette Ramel            | SWE Suécia               | Buriel K.H.                    | 73.369   | Q     |
| 16   | A     | Nanna Skodborg Merrald    | DEN Dinamarca            | Zack                           | 73.168   | q     |
| 17   | C     | Rodrigo Torres            | POR Portugal             | Fogoso                         | 72.624   | q     |
| 18   | B     | Beatriz Ferrer-Salat      | ESP Espanha              | Elegance                       | 72.096   | q     |
| 19   | F     | Brittany Fraser-Beaulieu  | CAN Canadá               | All In                         | 71.677   | q     |
| 20   | E     | Marlies van Baalen        | NED Países Baixos        | Go Legend                      | 71.615   |       |
| 21   | D     | Christian Schumach        | AUT Áustria              | Te Quiero SF                   | 70.900   |       |
| 22   | A     | Yvonne Losos de Muñiz     | DOM República Dominicana | Aquamarijn                     | 70.869   |       |
| 23   | D     | Laurence Roos             | BEL Bélgica              | Fil Rouge                      | 70.699   |       |
| 24   | E     | Morgan Barbançon          | FRA França               | Sir Donnerhall II OLD          | 70.543   |       |
| 25   | E     | Nicolas Wagner            | LUX Luxemburgo           | Quarter Back Junior FHR        | 70.512   |       |
| 26   | A     | João Oliva                | BRA Brasil               | Escorial                       | 70.419   |       |
| 27   | B     | Maria Caetano             | POR Portugal             | Fenix de Tineo                 | 70.311   |       |
| 28   | E     | Domien Michiels           | BEL Bélgica              | Intermezzo Van Het Meerdaalhof | 70.202   |       |
| 29   | F     | João Miguel Torrão        | POR Portugal             | Equador                        | 70.186   |       |
| 30   | F     | Florian Bacher            | AUT Áustria              | Fidertraum                     | 69.813   |       |
| 31   | B     | Inessa Merkulova          | ROC                      | Mister X                       | 69.457   |       |
| 32   | C     | José Antonio García Mena  | ESP Espanha              | Sorento 15                     | 69.146   |       |
| 33   | F     | Maxime Collard            | FRA França               | Cupido PB                      | 69.068   |       |
| 34   | C     | Alexandre Ayache          | FRA França               | Zo What                        | 68.929   |       |
| 35   | B     | Antonia Ramel             | SWE Suécia               | Brother de Jeu                 | 68.540   |       |
| 36   | D     | Simone Pearce             | AUS Austrália            | Destano                        | 68.494   |       |
| 37   | D     | Heike Holstein            | IRL Irlanda              | Sambuca                        | 68.432   |       |
| 38   | D     | Severo Jurado             | ESP Espanha              | Fendi T                        | 68.370   |       |
| 39   | B     | Chris von Martels         | CAN Canadá               | Eclips                         | 68.059   |       |
| 40   | A     | Mary Hanna                | AUS Austrália            | Calanta                        | 67.981   |       |
| 41   | E     | Estelle Wettstein         | SUI Suíça                | West Side Story OLD            | 67.748   |       |
| 42   | C     | Larissa Pauluis           | BEL Bélgica              | Flambeau                       | 67.251   |       |
| 43   | B     | Francesco Zaza            | ITA Itália               | Wispering Romance              | 66.941   |       |
| 44   | F     | Yessin Rahmouni           | MAR Marrocos             | All at Once                    | 66.599   |       |
| 45   | F     | Hiroyuki Kitahara         | JPN Japão                | Huracan 10                     | 66.304   |       |
| 46   | F     | Virginia Yarur            | CHI Chile                | Ronaldo                        | 66.227   |       |
| 47   | A     | Inna Logutenkova          | UKR Ucrânia              | Fleraro                        | 66.118   |       |
| 48   | E     | Shingo Hayashi            | JPN Japão                | Scolari 4                      | 65.714   |       |
| 49   | B     | Dina Ellermann            | EST Estônia              | Donna Anna                     | 65.435   |       |
| 50   | D     | Lindsay Kellock           | CAN Canadá               | Sebastien                      | 65.404   |       |
| 51   | E     | Martha Del Valle          | MEX México               | Beduino LAM                    | 64.876   |       |
| 52   | C     | Henri Ruoste              | FIN Finlândia            | Kontestro DB                   | 64.674   |       |
| 53   | C     | Aleksandra Maksakova      | ROC                      | Bojengels                      | 63.898   |       |
| 54   | D     | Tatyana Kosterina         | ROC                      | Diavolessa VA                  | 63.866   |       |
| 55   | A     | Kim Dong-seon             | KOR Coreia do Sul        | Belstaff                       | 63.447   |       |
| 56   | A     | Kazuki Sado               | JPN Japão                | Ludwig Der Sonnenkoenig 2      | 62.531   |       |
| 57   | E     | Kelly Layne               | AUS Austrália            | Samhitas                       | 58.354   |       |
| —    | D     | Caroline Chew             | SGP Singapura            | Tribiani                       | EL       | EL    |
| —    | B     | Victoria Max-Theurer      | AUT Áustria              | Abegglen NRW                   | WD       | WD    |

### Grand Prix Freestyle
Pela primeira vez nas Olimpíadas, o novo sistema de "Grau de Dificuldade" da FEI foi usado: Cada um dos ginetes apresentou um roteiro dos seus movimentos antes da competição e recebeu uma pontuação máxima de dificuldade eletronicamente. Os jurados então avaliaram os competidores de acordo com sua pontuação única.
| Pos.              | Ginete                    | CON                | Cavalo             | Total GPF |
| ----------------- | ------------------------- | ------------------ | ------------------ | --------- |
| Medalha de ouro   | Jessica von Bredow-Werndl | GER Alemanha       | TSF Dalera         | 91.732    |
| Medalha de prata  | Isabell Werth             | GER Alemanha       | Bella Rose 2       | 89.657    |
| Medalha de bronze | Charlotte Dujardin        | GBR Grã-Bretanha   | Gio                | 88.543    |
| 4                 | Cathrine Dufour           | DEN Dinamarca      | Bohemian           | 87.507    |
| 5                 | Sabine Schut-Kery         | USA Estados Unidos | Sanceo             | 84.300    |
| 6                 | Edward Gal                | NED Países Baixos  | Total Us           | 84.157    |
| 7                 | Carina Cassøe Krüth       | DEN Dinamarca      | Heiline's Danciera | 83.329    |
| 8                 | Carl Hester               | GBR Grã-Bretanha   | En Vogue           | 81.818    |
| 9                 | Juliette Ramel            | SWE Suécia         | Buriel K.H.        | 81.182    |
| 10                | Steffen Peters            | USA Estados Unidos | Suppenkasper       | 80.968    |
| 11                | Nanna Skodborg Merrald    | DEN Dinamarca      | Zack               | 80.893    |
| 12                | Hans Peter Minderhoud     | NED Países Baixos  | Dream Boy          | 80.682    |
| 13                | Charlotte Fry             | GBR Grã-Bretanha   | Everdale           | 80.614    |
| 14                | Therese Nilshagen         | SWE Suécia         | Dante Weltino Old  | 79.721    |
| 15                | Dorothee Schneider        | GER Alemanha       | Showtime FRH       | 79.432    |
| 16                | Rodrigo Torres            | POR Portugal       | Fogoso             | 78.943    |
| 17                | Beatriz Ferrer-Salat      | ESP Espanha        | Elegance           | 77.532    |
| 18                | Brittany Fraser-Beaulieu  | CAN Canadá         | All In             | 76.404    |